# (15548) Kalinowski
(15548) Kalinowski est un astéroïde de la ceinture principale.

## Description
(15548) Kalinowski est un astéroïde de la ceinture principale. Il fut découvert le 4 mars 2000 aux Monts Santa Catalina par le projet CSS. Il présente une orbite caractérisée par un demi-grand axe de 2,22 UA, une excentricité de 0,09 et une inclinaison de 5,0° par rapport à l'écliptique.

## Compléments